# Organodesma onomasta
Organodesma onomasta är en fjärilsart som beskrevs av László Anthony Gozmány och Lajos Vári. Organodesma onomasta ingår i släktet Organodesma och familjen äkta malar. Inga underarter finns listade i Catalogue of Life.